# Imortal Desportivo Clube
El Imortal Desportivo Clube (abreviado como Imortal DC) es un equipo de fútbol de Portugal, de la ciudad de Albufeira. 

## Historia
El Imortal DC juega actualmente en Algarve Football Association en la 1 ª Divisão que es el quinto nivel del portugués de fútbol. El club fue fundado en 1920 y juega sus partidos de local en el Municipal de Albufeira, en Albufeira. El principal logro del club estaba ganando la Segunda Divisão Série Sul en 1998-99. Esto fue seguido por la colocación de la liga más alta en 1999-2000 , cuando terminó en el puesto 15 en la Liga de Honra Su segunda temporada en el nivel 2 en 2000-01 resultó en el descenso y luego siguió un período de decadencia que culminó con ellos jugando en AF Algarve en 2 ª Divisão , la sexta división del fútbol portugués, en 2008-09. 
El club está afiliado al Associação de Futebol do Algarve y ha competido en la AF Algarve Taça. El club también ha entrado en la competición de copa nacional conocido como Taça de Portugal en muchas ocasiones

## Palmarés
- Segunda División de Portugal: 1998-99 (Série Sul)

## Jugadores

### Jugadores destacados
| - Calita - Eldon Maquemba - Vali Gasimov - Ali Gholami Morcheh Khorti - Detinho - Jean Paulista - René Rivas - Zé Guilherme |  | - Lito - Pelé - Israel Castro Franco - Abdoul Salam Sow - Chiquinho Conde - Chiquinho Delgado |  | - Tiago Ilori - Dosa Júnior - Lourenço - João Paulo da Silva Gouveia Morais - Nuno Filipe Martins Rodrigues - Vítor Valente |

## Entrenadores destacados
- Iosif Fabian
- Ricardo Formosinho
- Paco Fortes